# Cunizza da Romano

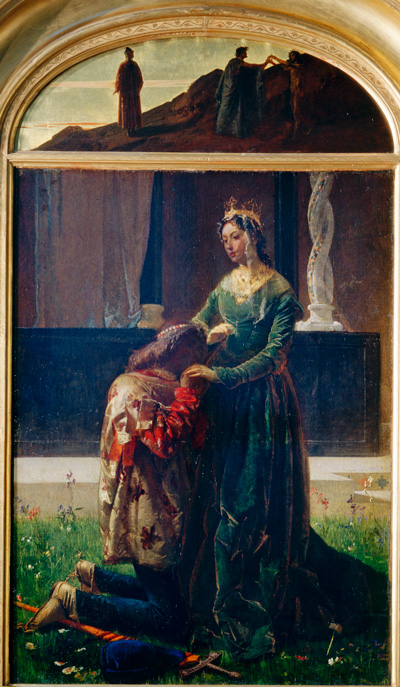
Cunizza y Sordello

Cunizza da Romano (n. 1198) fue una noble italiana de la familia Ezzelino, la tercera hija de Ezzelino II da Romano, el Monje, un señor de Treviso, y de Adelaida de Mangona, hermana de Ezzelino III, vicario imperial bajo Federico II y Alberico. Es un personaje de la La Divina Comedia del poeta florentino Dante Alighieri, quien en el canto IX del Paraíso la coloca en el cielo de Venus. También figura en la ópera Oberto, la primera del compositor Giuseppe Verdi.

## Biografía
Por una razón de Estado, muy joven contrajo nupcias con el conde Riccardo de San Bonifacio, señor de Verona. Cuando las familias volvieron a albergar diferencias, instigada por el padre y los hermanos, fue raptada por el poeta de la corte Sordello da Goito, quien la devolvió al hogar paterno, de quien se enamoró de Sordello, lo que acarreó su expulsión. Cunizza amó luego a Bonio, un caballero de Treviso con quien según el cronista Rolandino viajó por muchos países "a gran sollazzo e facendo grandi spese" (gastando y divirtiéndose mucho). Tras el deceso de Bonio, se casó con Aimerio, de los condes de Breganze. Cuando a su vez este murió, Cunizza volvió a casarse con un veronés. 
En 1260, tras la pérdida de poder de los Ezzelini, se refugió en Florencia, donde los abuelos maternos. Cinco años más tarde, en casa de Cavalcante Cavalcanti, padre del poeta stilnovista Guido, liberó a los siervos de su familia.

## Encuentro con Dante
Vivió los años de su madurez en Florencia, donde Dante la conoció, dedicada la expiación y a la caridad. En 1279 se tiene por última vez noticias suyas, cuando redactó un testamento en el que dejó sus bienes a los hijos del conde Alessandro Alberti.
Los antiguos comentadores que la llamaban "hija de Venus", atribuyéndole muchos amantes, coinciden al describirla como una mujer tan lujuriosa, que según ella misma decía, a quien se lo pidiese  con amor cortés, sería una canallada no concedérselo. Su fuerte pasión sensual, sin embargo, se transformó en una pasión de tipo religioso. 

### En elParaíso
Dante, quien la conoció en Florencia ya dedicada al amor religioso, debió de sentir en ella el mérito de la grandeza de la pasión y del amor carnales transformados en sus versiones espirituales, por lo que la coloca en el Paraíso, donde su personaje dice los siguientes versos:

De una raíz nacimos yo y ella:

Cunizza fui llamada, y aquí refuljo

porque me venció la luz de esta estrella.

Mas alegremente a mi misma indulgo

la razón de mi suerte, y no me pesa;

lo que duro quizá pareciera a vuestro vulgo.
Dante Alighieri, canto IX del Paraíso, versos 31 a 36.